# 人的境况
人的境況（英語：The Human Condition），亦翻譯作「人間條件」、「人的條件」、「人類的處境」等名稱，是漢娜·阿倫特的政治哲學著作，出版於1958年。

## 摘要
漢娜·阿倫特在本書中清楚描繪出的政治哲學，主要是對於集體主義的觀察，並設法考察政治的根本意涵。

### 書名
本書原名「The Human Condition」，譯者王寅麗曾考慮將「condition」譯為：「條件」、「處境」或「境況」，其認為「條件」僅呼應人作為一個物種的生存面，「處境」則意味著人被動地受到存在之物的制約而表現出人的有限性，唯有「境況」才能表現出人類同時作為主體與客體的面向。

## 內容

### 公領域與私領域
阿倫特將人類活動的領域分為公共領域（公領域）和私人領域（私領域）。
最初，阿倫特著眼於亞里士多德的名言：「人天生是政治的動物。」發現托馬斯·阿奎那將這句話中的「政治的」（politicus）直接理解為「社會的」（sociali），進而發現希臘人與羅馬人對於人、人類及人類活動的觀念有根本上的差別。阿倫特進一步意識到：她的發現是立基在「阿基米德點」之上的。誠如阿基米得所言：「給我一个支点，我就可以舉起整個地球。」阿基米德點意味著希臘與羅馬、過去與現在、個人與群眾等對立事物的平衡點。惟有處在阿基米德點，才能衡量「萬物的尺度」。
阿倫特並未如同世俗的方法論直接定義公領域與私領域的分野，而是透過歷史考察為我們勾勒出兩者的輪廓。概略而言：
- 公領域是政治性的，與言行、名聲等有關。我們在公領域中透過言說與行動展現自己的理念。
- 私領域是社會性的，與勞動、生命等有關，我們在私領域中透過勞動維持生命。

羅馬皇帝採用dominus（主人）的稱號，即意味著在羅馬人的觀念中，政治已由一種公領域活動降格（依照阿倫特的口氣）成一種私領域活動。
在奴隸解放以前，奴隸為「自由人」勞動，使自由人得以在公領域中活動；然而，在奴隸解放以後，所有人都成為了「自由人」，卻也必須自己勞動，因此在這層意義上，所有人同時也成為了「奴隸」。然而，在古希臘人的觀念裡，奴隸是無權從事言說與行動的，是見不得人的，必須隱蔽在家中。既然如此，在奴隸解放以後，自由人就不復存在，在原本自由人藉以展現言行的廣場（公領域）上，如今已然空無一人，被一種重視生命而著眼於經濟的社會動物（物種上的人類）所占據。
於是，私領域活動竄升到原本公領域的範圍（廣場），而公領域活動卻遁入原本私領域的範圍（家庭）。具體而言，人們在廣場上，討論的是民生議題（私領域活動），而不是個人的言行（公領域活動）；相對地，人們在家庭裡，始能展現自己獨特的一面。從而，生命的議題，即勞動，藉由兩次價值的翻轉，提升到人類活動的最高層次。（在古希臘時代，人類活動的最高層次是行動。）
必須注意的是，上述「政治」與「社會」這兩個用詞在用法上的特殊性可能是阿倫特個人獨道的見解。（但阿倫特特地指出現代人已將這兩者混淆。）

### 人類的三種活動
接著，阿倫特開始描述人類的三種活動，分別是：勞動（labor）、工作（work）與行動（action）。概略而言：
- 勞動的目的是維持生命，其產物是生命的必需品，例如：糧食。由於這些必需品是易逝的，故勞動必須是周而復始的。
- 工作的目的是建立世界，其產物是世界的持存物，例如：建築、雕刻、書畫、文章、思想。由於這些持存物是久住的，故工作是一勞永逸的。
- 行動的目的是創造故事，其產物是故事的人物與事蹟。

阿倫特耗費了兩章的篇幅解釋「勞動」與「工作」的區別。工業革命以前，「勞動」與「工作」區別很明顯；工業革命以後，不少工藝品（久住的）被當成消耗品（易逝的）在使用，便使得人們將「工作」理解成「勞動」。
阿倫特認為，以勞動的相關觀念只能給出「人類」這個物種；以工作的相關觀念只能給出人的能力（包括思想的能力）及人所立身的環境（世界）；只有行動才能展現出「某人」的獨特性，包括他說過什麼、做過什麼（不包括他想過什麼，因為「想」並未被揭示在公領域。）
| 三種活動     | 勞動（labor）             | 工作（work）                    | 行動（action）            |
| ------------ | ------------------------- | ------------------------------- | ------------------------- |
| 領域         | 社會                      | （世界）                        | 政治                      |
| 議題         | 生命                      | 思想、技術                      | 言行                      |
| 代表時代     | 羅馬                      | －                              | 希臘                      |
| 成果         | 生活消耗品                | 持存物                          | 歷史、事蹟                |
| 古代從事者   | 奴隸                      | 技藝人                          | 自由人                    |
| 現代從事者   | 任何人                    | 技藝人                          | 任何人                    |
| 古代活動場所 | 家庭（私底下）            | 市場                            | 廣場（公開場合）          |
| 現代活動場所 | 公開場合                  | 市場                            | 私底下                    |
| 時效         | 周而復始（periodic）      | 永恆（eternal）                 | 不朽（immortal）          |
| 掌控程度     | 可掌控 但不可避免死亡     | 可掌控 但不可掌控超出人類能力者 | 不可掌控                  |
| 他人參與     | 無法體會彼此 的辛勞與痛苦 | 可知識交流並 理解技術內容       | 可締造出歷史 但未必被認同 |
| 提問方式     | －                        | 是什麼？                        | 是誰？                    |
| 衡量方式     | －                        | 人是萬物的尺度                  | 神是萬物的尺度            |

### 永恆與不朽
人的勞動是周而復始的，一旦停止就會導致生命的終結。
人工作的產物，包括工藝品與思想，則可能達到永恆（eternal）。永恆的事物，按阿倫特的說法，就是當我們出生時即已存在，而當我們死亡後仍未毀滅的東西，希臘的眾神們對於希臘人來說就是這種永恆的事物。永恆的事物構成了我們所處的「世界」。
至於人的言行，則有機會達到不朽（immortal）。因為我們很清楚，人不可能已然存在於無限久遠的過去，他就不可能被形容成永恆的。